# هرشبروایش
هرشبروایش (به آلمانی: Herschbroich) یک شهر در آلمان است که در اهرویلر واقع شده‌است. هرشبروایش ۳۱۴ نفر جمعیت دارد.